# Julija Graudyn'
Julija Igorevna Graudyn' (in russo Юлия Игоревна Граудынь?; Mosca, 13 novembre 1970) è un'ex ostacolista russa, fino al 1991 sovietica.

## Palmarès

### Mondiali
- 1 medaglia:
  - 1 bronzo (Göteborg 1995 nei 100 m ostacoli)

### Europei
- 1 medaglia:
  - 1 argento (Helsinki 1994 nei 100 m ostacoli)

### Grand Prix Final
- 1 medaglia:
  - 1 argento (Parigi 1994 nei 100 m ostacoli)

## Altre competizioni internazionali
1995
- Coppa Europa di atletica leggera ( Villeneuve d'Ascq)

2000
- Coppa Europa di atletica leggera ( Gateshead)